# Glomera manicata
Glomera manicata är en orkidéart som beskrevs av Johannes Jacobus Smith. Glomera manicata ingår i släktet Glomera och familjen orkidéer. Inga underarter finns listade i Catalogue of Life.